# ダイテック
株式会社ダイテック（英: DAITEC Co., Ltd.）は、東京都品川区に本社を置く企業でCADソフトウェアメーカー（ユーザー系）。親会社はダイテックホールディング。

## 概要
CADソフトの開発・販売などを行っている。2009年（平成21年）10月1日の事業再編によりサービスステーション向けの情報処理事業を行っていたSS事業部を新設分割し株式会社ダイテックソリューションを設立。オンデマンド印刷を行っていたデジタル印刷課はグループ会社である株式会社アセットマネジメント（現 ダイテックホールディング）のデジタル印刷部に移行している。
株式会社ダイテックは幾度の再編を経ている。
- 初代 - 1969年設立、1995年ジャスダック店頭登録、2006年上場廃止、2015年吸収合併され消滅。
- 2代[1] - 2012年（平成24年）10月1日に設立された株式会社ダイテックホールディング（2代、2014年に株式会社ダイテックサンズに商号変更）が、（旧）株式会社ダイテックを2015年（平成27年）4月1日に吸収合併し、商号変更。2020年（令和2年）4月に株式会社ダイテックホールディングに商号変更。
- 3代[2] -  2020年（令和2年）4月に新設分割により設立。

## 主な製品

### 建築設備BIM/CAD
- CADWe'll Linx
- CADWe'll Tfas

### 土木CAD
- CADWe'll 土木

### 汎用CAD
- ARCDRAW

### その他
- 現場Plus TF
- 注文分譲クラウドDX

### 無料ソフト
- Tfas ビューア
- Dゴシックフォント

### 終息
- CADWe'll CAPE

## 沿革
- 1969年（昭和44年）10月 - 「堀会計事務所計算センター株式会社」として設立。
- 1970年（昭和45年）8月 - 「株式会社第一会計計算センター」に商号を変更。
- 1984年（昭和59年）1月 - 「株式会社ダイテック」に商号を変更。
- 1991年（平成3年）9月 - 財団法人堀情報科学振興財団を設立。
- 1995年（平成7年）6月 - 日本証券業協会（現・ジャスダック）に株式を店頭登録。
- 2003年（平成15年）10月 - ISO 9001認証を取得。
- 2004年（平成16年）10月 - 分社・持株会社制に移行。分社型新設分割により株式会社ダイテックソリューションおよび株式会社ダイテックソフトウェアを設立。
- 2005年（平成17年）3月 - ISMS（現・ISO/IEC 27001）を取得。
- 2006年（平成18年）6月 - TOBにより上場廃止。
- 2006年（平成18年）7月 - 株式移転により持株会社である「株式会社ダイテックホールディング」（初代）を設立。
- 2006年（平成18年）10月 - グループ企業の8社（ダイテックソリューション、ダイテックソフトウェア、ダイテックC&D、ダイテックIDC、マナハウス、プリンテック、マナミュージックベンチャーズ、マナファシリティーズ）を吸収合併。
- 2008年（平成20年）11月 - 本社を名古屋市中区（栄地区）に移転。
- 2009年（平成21年）10月1日 - SS事業部を新設分割し株式会社ダイテックソリューションを設立。また、デジタル印刷課を親会社である株式会社ダイテックホールディング（初代）デジタル印刷部に移行。
- 2010年（平成22年）9月1日 - 堀財団公益認定、公益財団法人堀科学芸術振興財団に名称変更。
- 2011年（平成23年）3月1日 - 本社をリニューアルした主税町ビル（名古屋市東区）に移転。
- 2012年（平成24年）10月1日 - 株式会社ダイテックホールディング（初代）が、会社分割により「株式会社ダイテックホールディング」（2代）と「株式会社DSホールディング」を新設。従前の株式会社ダイテックホールディング（初代）は、株式会社アセットマネジメントに商号変更。
- 2013年（平成25年）10月 - 株式会社ダイテックホールディング（2代）が、株式会社DSホールディングを吸収合併。
- 2014年（平成26年）1月 - 株式会社ダイテックホールディング（2代）が、株式会社ダイテックサンズに商号変更。
- 2014年（平成26年）10月1日 - 株式会社ダイテックソリューションを吸収合併[3]。
- 2015年（平成27年）4月1日 - 株式会社ダイテックサンズが株式会社ダイテックを吸収合併し、株式会社ダイテックに商号変更。本社を東京都中央区に移転[4]。

## 事業所
- 本社（東京都中央区）
- 北海道事業所（北海道札幌市中央区）
- 東北事業所（宮城県仙台市青葉区）
- 東京事業所（東京都品川区）
- 中部事業所（愛知県名古屋市東区）
- 北陸事業所（石川県金沢市）
- 関西事業所（大阪府大阪市城東区）
- 四国事業所（香川県高松市）
- 中国事業所（広島県広島市中区）
- 九州事業所（福岡県福岡市博多区）